# Cervera de la Cañada
Cervera de la Cañada ist ein nordspanischer Ort und eine Gemeinde (municipio) mit 259 Einwohnern (Stand: 2024) in der Provinz Saragossa in der Autonomen Region Aragonien.

## Lage
Cervera de la Cañada liegt an den Hängen einer felsigen Anhöhe etwa 16 Kilometer (Fahrtstrecke) nordwestlich der Stadt Calatayud in einer Höhe von etwa 700 Metern ü. d. M. Die sehenswerte Kleinstadt Ateca befindet sich etwa 23 Kilometer südlich.

## Bevölkerungsentwicklung
| Jahr      | 1960 | 1970 | 1981 | 1991 | 2001 | 2011 | 2022 |
| Einwohner | 772  | 563  | 438  | 375  | 332  | 319  | 264  |

In der zweiten Hälfte des 19. und zu Beginn des 20. Jahrhunderts lag die Einwohnerzahl des Ortes zeitweise noch bei über 1000 Personen. Aufgrund der Reblauskrise im Weinbau und der zunehmenden Mechanisierung der Landwirtschaft ist die Zahl der Einwohner seitdem stetig zurückgegangen.

## Wirtschaft
Jahrhundertelang lebten die Bewohner des Ortes direkt oder indirekt (als Händler oder Handwerker) von der Landwirtschaft. Der Weinbau spielte im 19. Jahrhundert bis zum Ausbruch der Reblauskrise eine große wirtschaftliche Rolle und auch heute gibt es noch eine Winzergenossenschaft im Ort.

## Geschichte
Bereits im Mittelalter gab es eine Burg und eine Kapelle auf der den Ort dominierenden Anhöhe, die jedoch beide im ‚Krieg der zwei Peter‘ (Guerra de los Dos Pedros) zwischen Peter I. von Kastilien und Peter IV. von Aragón in den Jahren 1356–1369 größtenteils zerstört wurden.

## Sehenswürdigkeiten

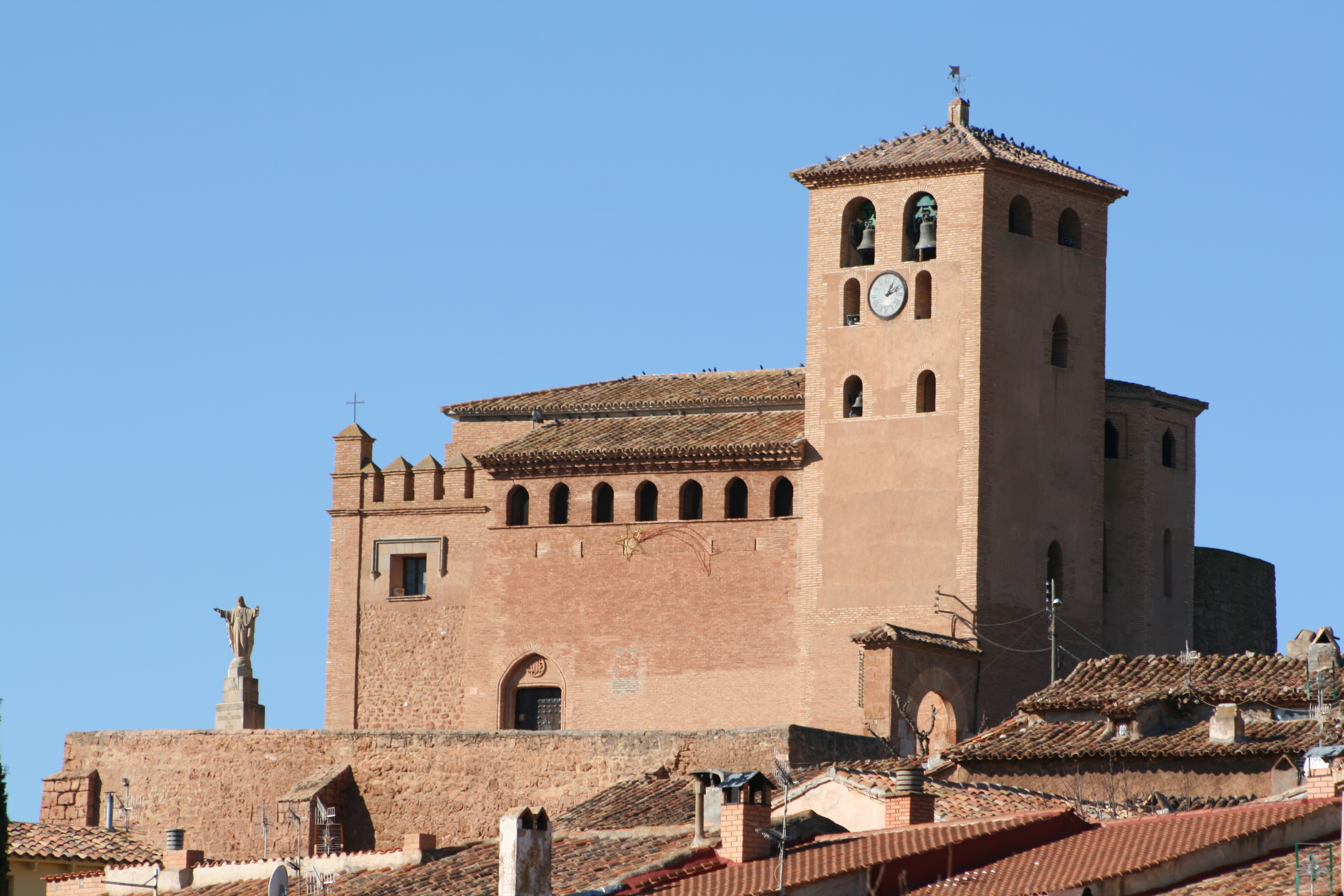
Kirche Santa Tecla (um 1425)

- Von der ehemaligen Burg (castillo) steht nur noch die Bruchsteinmauer eines Rundturms, die den Chor der Kirche stabilisieren.
- Hauptsehenswürdigkeit des Ortes ist die als Kulturgut (Bien de Interés Cultural) und seit 2001 als Weltkulturerbe klassifizierte Kirche der Nuestra Señora de la Asunción, die aber im Volksmund nach der Schutzpatronin des Ortes nur Santa Tecla[4] genannt wird. Sie wurde wahrscheinlich zu Beginn des 15. Jahrhunderts an der Stelle der ehemaligen Burgkapelle errichtet und besteht – in bester Mudéjar-Tradition – beinahe vollständig aus Ziegelsteinen. Das abweisende Äußere weicht im Innern der Kirche einer überaus eleganten spätgotischen Architektur, deren verputzte Oberfläche durch Fugenmalereien und andere dekorative Elemente aufgelockert ist. Das imposante barocke Altarretabel wirkt hier beinahe wie ein Fremdkörper.